# Monadický operátor
Monadický operátor je typový operátor vyššího druhu přiřazující libovolné monádě jinou monádu. Jedná se o endofunktor v kategorii endofunktorů.
Monadický operátor T je druhu {\displaystyle (\ast \rightarrow \ast )\rightarrow \ast \rightarrow \ast } poskytující pro každou monádu operace {\displaystyle \eta } a {\displaystyle >\!\!\!>\!\!=} nad TMa a navíc speciální funkci {\displaystyle \lambda :Ma\rightarrow TMa} (někdy nazývanou "lift") takovou, že platí {\displaystyle \eta _{TM}=\lambda \eta _{M}} a {\displaystyle \lambda _{B}(m>\!\!\!>\!\!=f)=(\lambda _{A}m)>\!\!\!>\!\!=(\lambda _{B}\circ f)}. Ve funkcionálních jazycích, protože složení dvou monád obecně není monáda, se používají monadické operátory, chceme-li spojit funkčnost dvou monád do jedné. Jazyky jako Haskell nabízejí ke každé monádě také odpovídající operátor.
Lze snadno ukázat, že λ je přirozená transformace z M do TM. Pro libovolnou monádu F platí {\displaystyle Ff=\lambda m.m\gtrdot \eta f}. Chceme dokázat, že pro libovolný morfismus {\displaystyle f:A\rightarrow B} platí {\displaystyle \lambda _{B}\circ Mf=TMf\circ \lambda _{A}}.
V prvním případě máme
{\displaystyle \lambda _{B}\circ Mf=\lambda _{B}\circ \lambda m.m\gtrdot \eta _{B}f=\lambda m.\lambda _{A}m\gtrdot \lambda _{B}\eta _{B}f}
Ve druhém pak přímo
{\displaystyle TMf\circ \lambda _{A}=\lambda m.\lambda _{A}m\gtrdot \lambda _{B}\eta _{B}f}
Uvedený diagram tedy komutuje, pročež je λ přirozenou transformací.